# وارن لیتلفیلد
وارِن لیتلفیلد (انگلیسی: Warren Littlefield) تهیه‌کننده اجرایی تلویزیون اهل ایالات متحده آمریکا است. وی دانش‌آموختۀ رشتۀ روان‌شناسی است.
از فیلم‌ها یا مجموعه‌های تلویزیونی که وی در آن‌ها نقش داشته است، می‌توان به فارگو و عشق حقیر اشاره نمود.